# Щеколдин, Валерий Петрович
Валерий Петрович Щеколдин (род. 15 ноября 1946, Горький) — советский, российский фотограф, фотожурналист.

## Биография
Родился в 1946 году в городе Горьком.
С 1950 года живёт в Ульяновске. Начал заниматься фотографией с 16 лет.
Окончил Ульяновский автомеханический техникум в 1964 году.
С 1965 по 1972 год работал конструктором на Ульяновском автомобильном заводе.
В 1972 году закончил Ульяновский политехнический институт.
1972—1973 гг. — служба в Советской армии.
С 1974 года занимается фотографией профессионально.
Работал фотографом в музее, на заводе, в художественном фонде, печатается в газетах и журналах.
Участвует в различных всесоюзных, всероссийских и международных выставок.
В 1992 году вступил в Союз фотохудожников России, почётный член.
С 1995 года жил в Москве. В настоящее время по экономическим причинам переехал в небольшой подмосковный поселок.
Снимал на территории России и бывшего Советского Союза, в Чечне и в других горячих точках.
Герои фотографий Валерия Щеколдина — старики, дети из детдомов, подростки из исправительных колоний и тюрем, обитатели домов престарелых.
Пишет тексты о фотографии и фотографах на сайте Photographer.Ru.
Является участником проекта Liberty.SU (Documentary Photography Network)

## Авторская виртуальная книга Валерия Щеколдина
- «У нас была великая эпоха…»[4], Москва, 2014

## Персональные выставки
- 1987 «Момент истины», Областной художественный фонд г. Ульяновск.
- 1991 «Сокровенный человек», Фотоцентр, Москва.
- 1994 «В слове Победа — корень Беда», Фотоцентр, Москва.
- 1995 «Россия 1990—1995 гг.», г. Наарден, Голландия. 1
- 1997 «Фотографии», Москва, галерея «Русское поле».
- 1998 «Ульяновск», Москва, Новый Манеж (в рамках Фотобиеннале-98).
- 2010 «Валерий Щеколдин. Обратная перспектива», Галерея искусств Зураба Церетели (в рамках Московского Международного фестиваля «Фотобиеннале 2010»)[5]

## Работы находятся в собраниях
- The Museum of Modern Art, New York[6]
- Московский дом фотографии

## Публикации в книгах
- 1988 «TOISINNAKIJAT»(«Инаковидящие»), Sn-Kirjat, Helsinki
- 1989 «Современная советская фотография», Италия.
- 1990 «Фото-89», альманах, Россия.
- 1993 «Советская фотография 1940—1991 гг.», Испания.
- 1994 B.Moynahan. «The Russian Century. A Photographic History of 100 years». New York, Random House.
- 1995 «Поверхностное натяжение», Россия.
- 1995 «Уорлд пресс фото — это критическое зеркало», Голландия.
- 2012 Evgeny Berezner, Irina Chmyreva, Natalia Tarasova and Wendy Watriss. «Contemporary Russian Photography», FotoFest 2012 Biennial Houston.
- 2017 «Red Horizon — Contemporary Аrt and Photography in the USSR and Russia, 1960—2010». Музей искусства в Колумбусе, США[7]
- 2017 «SUBJECTIVE OBJECTIVE. A Century of Social Photography», Мюнхен, Hirmer[8]
- 2017 Ольга Свиблова. РОССИЯ. ХХ ВЕК В ФОТОГРАФИЯХ: 1965—1985. МДФ/МАММ

## Награды и призы
- 1997 «Лучший фотограф года в России» — премия журнала «Пари Матч»(Франция).
- 1996 «Лучшая фотосерия года» — на конкурсе Пресс Фото России на фестивале «ИнтерФото-96»
- 1998 «Фотограф года» — клуб фоторедакторов Германии,
- 1998 1-е место, в разделе Повседневная жизнь, фотосерия — на конкурсе Пресс Фото России на фестивале «ИнтерФото-97»
- 1999 «Лучшая фотография года» — на конкурсе Пресс Фото России
- «Премия за гуманистическое отношение в фотографии» — Институт гуманитарных исследований, Франкфурт-на-Майне, Германия,
- «Лучшая фотосерия в журнале» — клуб фоторедакторов Германии